# 田村響華
田村 響華（たむら きょうか、1996年10月16日 - ）は、日本の女性声優、女優、タレント。和歌山県出身。ミレニアムプロ所属。ファンの呼称は「たむきょんず」。

## 概要
ヒューマンアカデミー新宿校、ヤオヨロズ ボイスラボ出身。
2017年に放送されたアニメ『けものフレンズ』のジェンツーペンギン 役でデビュー。出演声優による5人組ペンギンアイドルユニット「PPP」のメンバーとしても活動。作品・楽曲の大ヒットによりアニメのOP曲を歌うコラボユニット「どうぶつビスケッツ×PPP」としてミュージックステーションやFNS歌謡祭に出演。2018年には第12回声優アワードにて「どうぶつビスケッツ×PPP」として歌唱賞を受賞した。
2017年10月からニコニコ生放送で配信された、けものフレンズ公式番組『「けものフレンズ」presentsどうぶつ図鑑』にレギュラー出演。番組内で誕生した、築田行子との声優ユニット「ちく☆たむ」として、2018年10月4日にシングル「どうぶつ！よーいドン！」でメジャーデビューを果たす。
女優としては、『舞台「けものフレンズ」』ジェンツーペンギン 役をはじめ、リーディング&ライブ『Re:Union』滝野川春 役、舞台『とどまるところをしらないもので』トレビア 役、舞台『放課後に星はみえるか』井出望 役、映画では『翔んで埼玉 〜琵琶湖より愛を込めて〜』滋賀県人の女 役、『もしも徳川家康が総理大臣になったら』アナウンサー 役、CMでは「JOYSOUND」「挨拶状ドットコム」「AVIVA」などに出演。また、JR東日本情報システムが提供するインフォメーション端末「案内AIサイネージ」では案内役としてモデル出演した。
競輪のPR活動を行う3人組女性ユニットのけいりんマルシェ公式アンバサダー「けいマルガールズ」のメンバーとして2019年12月から活動し番組やイベントなどに出演。2022年3月のユニット活動終了後も競輪関連番組などに個人として多数出演している。

## 経歴
小学生までは和歌山県で過ごし、中学1年時に沖縄県渡嘉敷島留学わらびやの山村留学に参加し、沖縄の中学・高校に通い生活していた。進学はファッションかアニメ制作の専門学校を目指していたが、友人に誘われヒューマンアカデミーが開催した「アニメ声優オーディション」を受けグランプリを獲得。ガヤとしてアフレコに参加した『バケモノの子』が大勢のスタッフの手で作られていることに感動し、声優の道を本格的に目指した。
2017年1月、アニメ「けものフレンズ」のジェンツーペンギン役で声優デビュー。出演声優による5人組ペンギンアイドルユニット「PPP」のメンバーとしても活動。コラボユニット「どうぶつビスケッツ×PPP」ではアニメのOPを担当し「ようこそジャパリパークへ」を歌唱。作品・楽曲の大ヒットによりユニットとしてミュージックステーションやFNS歌謡祭に出演。
2017年2月22日、「GO,JET!GO!GO!vol.1」で舞台デビュー。
2017年10月5日、けものフレンズ公式番組『「けものフレンズ」presentsどうぶつ図鑑』にレギュラー出演。
2017年10月31日、ネット配信番組「DTMステーションPlus!」内にて小コーナー「田村響華と今日からDTM♪」が開始。
2018年3月3日、第12回声優アワードにて「どうぶつビスケッツ×PPP」として歌唱賞を受賞。
2018年10月4日、築田行子とのユニット「ちく☆たむ」を結成、1stシングル「どうぶつ!よーいドン!」をリリースしメジャーデビュー。
2018年12月31日、ジャストプロを退所しフリーランスとして活動。
2019年4月1日、Instagramのアカウントを開設。
2019年8月12日、ミニアルバム「Let's do it! feat.Kyoka Tamura」をコミックマーケットC96で頒布。出演している番組『DTMステーションPlus!』の番組内で楽曲が制作され、MCの藤本健・多田彰文が実験的に運営するレーベル「DTMステーションCreative」の第4弾作品として発表。表題曲「きっと」は田村響華自身が作詞・作曲を担当。
2019年12月16日、385人が参加したオーディションを総合順位1位で勝ち抜き、3人組女性ユニットのけいりんマルシェ公式アンバサダー「けいマルガールズ」のメンバーとなる。
2020年1月6日、約1年間のフリーの期間を経てミレニアムプロ所属となる。
2020年1月22日、SHOWROOMで個人配信を開始。配信の愛称は「きょんるーむ」。
2020年4月上旬、声帯ポリープの切除手術を受ける。
2021年10月17日、初の単独イベント「田村響華 生誕祭〜25歳の成人式〜」を開催。20歳の成人式は仕事で参加しなかったため個人イベントとして開催。衣装はちく☆たむの相方築田行子が実際に成人式で使用したという振袖を借り着用。司会は佐々木未来。
2022年3月31日、けいりんマルシェ公式アンバサダー「けいマルガールズ」の活動が終了。
2022年4月4日、TOKYO FMにて放送されているラジオ『Skyrocket Company』内のコーナー「スカロケ競輪部」のマネージャーに就任しレギュラー出演。
2023年10月21日、渡嘉敷村観光大使に任命される。

## 人物
- 好きなものは映画、チョコ、音楽[1]。俳優では、デンゼル・ワシントン、ニコラス・ケイジ、マット・デイモンが好きである[10]。作家では、江國香織が好きである[15]。
- アニメ『けものフレンズ』にジェンツーペンギン役で抜擢されるまで、ジェンツーペンギンという名前は聞いたことすらなかったと語っている[16]。
- 幼少期は『しゅごキャラ!』、小学生時代は『BLEACH』、中学生時代は『青の祓魔師』、『黒子のバスケ』、『銀魂』といったアニメにハマっていた[10]。
- 『けものフレンズ』で共演した小野早稀と同じ広島東洋カープファン（カープ女子）であり、高校時代に高校野球好きの友達に影響され、野球、菊池涼介選手に興味を持ったことがきっかけだと語っている[10]。
- チワワ(雄)の「響太(きょうた)」を飼っている。
- 匂いフェチである。

## 出演
太字はメインキャラクター。

### テレビアニメ
- けものフレンズ（2017年 - 2019年、ジェンツーペンギン[17][18]）- 2シリーズ[一覧 1]
- リンカイ!（2024年、三日月いたり[19]）

### 劇場アニメ
- バケモノの子（2015年）[20]

### ゲーム
2017年
- あやかし百鬼夜行～極～（頬撫、ほか8役）
- バルディリア戦記
- 秘密の宿屋（アリス）
- リネージュ2 レボリューション

2018年
- 温泉むすめ ゆのはなこれくしょん（西表島八重夏）
- 共闘ことばRPG コトダマン（ジェンツーペンギン）
- るるたるイデア（ルル）

2019年
- けものフレンズ3（ジェンツーペンギン）

### ドラマCD
- TVアニメ「けものフレンズ」ドラマ&キャラクターソングアルバム『Japari Cafe』：M-6 オリジナルドラマ「じゃぱりまんがり」（2017年、ジェンツーペンギン）
- 伊賀流モモチの昭和浪漫探偵録（2018年、丸山ヨシ）
- be with you –Type 1990 Unit Ver.-：M-3「Re:Union」ボイスドラマ 第1話「1990」（2019年、滝野川春）

### ボイスドラマ
- 360°サウンドドラマ「ミミニツイテハナレナイ」：ホラーストーリーズ Episode3「プリクラ」（2020年、YouTube）- プリクラ機の声 役[21]
- 360°サウンドドラマ「ミミニツイテハナレナイ」：ラブホテルのさくらちゃん（2021年、YouTube）- ニュースキャスター 役、他[22]

### 舞台
- GO,JET!GO!GO!vol.1（2017年2月22日、アクアスタジオ東日本橋）- メグ 役[23]
- 舞台「けものフレンズ」（2017年6月14日 - 18日、品川プリンスホテルクラブeX / 2018年1月13日 - 21日、AiiA 2.5 Theater Tokyo）- ジェンツーペンギン 役[24]
- 舞台「けものフレンズ」2～ゆきふるよるのけものたち～（2018年11月8日 - 18日、品川プリンスホテル クラブeX）- ジェンツーペンギン 役[25]
- リーディング&ライブ「Re:Union」（2019年1月24日 - 27日、新宿シアターモリエール）- 滝野川春 役[26]
- LIVE of Re:Union（2019年11月3日、渋谷ストリームホール）- 滝野川春 役[27]
- まるかど企画第6回公演「とどまるところをしらないもので」（2019年11月20 - 11月24日、新宿村LIVE）- トレビア 役[28]
- 「COSMO★PLAYERS」僕と私とみんなで創る演劇～主役はあなた～（2020年9月7日 - 9月14日、Streaming+・あにてれ・ZAIKO）- 月宮せぴあ 役[29]
- imgAct4 舞台「放課後に星はみえるか」（2022年10月19日 - 10月23日、新宿シアターモリエール）- 井出望 役[30]
  - imgAct4 舞台「放課後に星はみえるか」（2025年2月21日・23日、CBGKシブゲキ!!）[31][32]

### 映画
- 事故物件 恐い間取り（2020年、カメオ出演[33]）
- N号棟（2022年）- 住人 役[34]
- NOT BEER（2023年）- アナウンサー 役[35]
- 翔んで埼玉 〜琵琶湖より愛を込めて〜（2023年）- 滋賀県人の女 役[36] [37]
- もしも徳川家康が総理大臣になったら（2024年）- アナウンサー 役[38]

### ドラマ
- ペンディングトレイン -8時23分、明日 君と / 第9話、10話（2023年、TBS）- りな
- リビングの松永さん / 第4話（2024年、フジテレビ）
- 波うららかに、めおと日和 第1話（2025年4月24日、フジテレビ） - 悦子 役[39]

### CM
※はウェブCM。
- pixiv「ピクボイスの使い方」（2017年、YouTube※）
- ファミリーマート「ウィンターフェスタCM 店内アナウンス篇」（2018年、カメオ出演[40]）
- DOTEC-AUDIO「OBS Studio配信向けプラグイン『ディートリムキャスト (DeeTrimCast)』」（2022年、YouTube※）- ナレーション[41]
- JOYSOUND「DOTAMA × JOYSOUND『Sing together -カラオケ行こう！-』」（2022年、YouTube※）- カラオケ客[42]
- 挨拶状ドットコム「年賀状をつくるなら挨拶状ドットコム」（2022年、YouTube※）[43]
- AVIVA「オンラインでもスキルアップ編 女性版」（2022年、YouTube※）[44]
- 株式会社エスレコ「子宮頸がん検診啓発CM」（2022年、YouTube※）[45]
- 前橋競輪場「『日本トーターグリーンドーム前橋』をまえばしめぐみが案内してみた」（2023年、YouTube※・ユナイテッドシネマ前橋 劇場CM）- まえばしめぐみ（CV：田村響華）[46]
- Eau de Vie「ハイブリットウォーター『Eau de Vie』」（2023年、YouTube※）[47]
- スカパー「スカパー！熱狂フェス ＃テレビだけだと思うなよ」（2023年）[48]
- 株式会社デジタルガレージ「不動産DXプラットフォーム Musubell for 管理」(2024年、YouTube※）[49]
- AVIVA「なりたい自分に、アビバで」 
  - クラウドスクール（オンライン）篇（2024年）[50]
  - 通学篇（2024年）[50]
- freee株式会社「freee人事労務 “ピープル・エンパワーメント” ムービー」（2024年、YouTube※）[51]

### テレビ番組
※はインターネット配信。
- けものフレンズアワー（2016年 - 2019年、ニコニコ生放送※）- 2シーズン
- DTMステーションplus! 小コーナー「田村響華と今日からDTM♪」（2017年10月31日 - 、ニコニコ生放送、YouTube、FRESH!※）
- けいマルガールズと一緒にミッドナイト競輪やろっ♡（2020年3月18日 - 2022年3月26日、YouTube※[52]）
- ミッドナイトBINGO!（2020年11月6日 - 2022年3月8日、SPEEDチャンネル）[53]
- KEIRIN DREAM 〜選手がつなぐ詩〜（2022年11月28日 - 2023年2月20日、SPEEDチャンネル）- 番組アシスタント[54]

### ナレーション
- スニーカータイムズ 〜Sneaker Timez〜（2019年4月5日 - 6月28日、WOWOW）[55]

### ラジオ
- Skyrocket Company「スカロケ競輪部」（2022年4月4日 - 2024年3月4日、TOKYO FM）- マネージャー[56]

### アンバサダー
- けいりんマルシェ公式アンバサダー「けいマルガールズ」（2019年12月16日[57] - 2022年3月31日[58]）
- 渡嘉敷村観光大使（2023年10月21日 - 2025年3月31日）[59]

### その他
- メディアミックスプロジェクト「温泉むすめ」（2017年12月22日 - ）- 西表島八重夏[60][61]
- アプリ「MAPLUS+声優ナビ」（2018年5月25日）- ジェンツーペンギン[62]
- ニコニコ生放送 ギフトボイス（2019年1月10日）- 死神
- Voidol -Powered by リアチェンvoice- Voidol用ボイスモデル「華園ことね」（2020年12月16日）[63]
- 前橋競輪コンシェルジュ「まえばしめぐみ」- キャラクターボイス（2021年10月16日）[64]
- 株式会社JR東日本情報システム「案内AIサイネージ」- 案内モデル（2022年）[65][66]

#### サービス
- メール配信サービス「チョクメ」（2017年5月1日[67] - 2020年1月31日[68]）

#### 連載
- 「わたしが競輪にハマったわけ」（2022年5月6日 - 、けいりんマルシェ[69]）

#### コラボアイテム
- 田村響華 × LIVERTINE AGE コラボレーション 第1弾（販売期間：2021年5月27日 - 7月13日、Tシャツ[70]・ZIPパーカー[71]・トートバッグ[72]）
- 田村響華 × LIVERTINE AGE コラボレーション 第2弾（販売期間：2021年12月15日 - 2022年1月17日、トレーナー[73]・ネックレス[74]）
- 田村響華 × LIVERTINE AGE コラボレーション 第3弾（販売期間：2023年2月14日 - 3月17日、プルオーバーパーカー[75]・ジョガーパンツ[76]）
- 田村響華 × LIVERTINE AGE コラボレーション 第4弾（販売期間：2023年9月11日 - 10月16日、MA-1[77]・半袖Tシャツ[78]）
- 田村響華 × LIVERTINE AGE コラボレーション 第5弾（販売期間：2024年4月12日 - 5月21日、クッション[79]・長袖Tシャツ[80]・ポロシャツ[81]

## イベント

### 単独イベント
- 田村響華 生誕祭〜25歳の成人式〜（2021年10月17日、eplus LIVING ROOM CAFE ＆DINING）[82]
- 田村響華 BIRTHDAY LIVE（2023年10月28日、日本橋PACMAN）[83]

### オンラインイベント
- 田村響華 オンラインバースデーイベント（2022年11月6日、YouTube）[84]
- オンラインイベント「ほろよいNight」（2023年7月15日、YouTube）[85]
- 田村響華 BIRTH DAY LIVE AFTER PARTY（2023年11月12日、YouTube）[86]
- 田村響華 「誕生10000日パーティー」（2024年3月3日、YouTube）[87]
- オンラインイベント「きょんちゃんのなつやすみ」（2024年7月14日、YouTube）[88]
- オンラインイベント「田村響華 Afternoon tea」（2024年9月21日、YouTube）[89]

### オンライントークイベント
- ミレニアムプロpresent「1on1トーク会」（2021年2月28日、Google meet）[90]
- ミレニアムプロ presents オンライントークリレー【10周目：田村響華】（2022年5月11日、Google meet）[91]
- ミレニアムプロ presents オンライントークリレー【13周目：田村響華】（2023年4月29日、Google meet）[92]
- 田村響華オンライントークイベント（2023年12月23日、Google meet）[93]
- 田村響華オンライントークイベント（2024年4月13日、Google meet）[94]

## ディスコグラフィ

### キャラクターソング
| 発売日   | 商品名                                          | 歌 | 楽曲                                                                         | 備考                                              |
| 2017年   | 2017年                                          | 2017年 | 2017年                                                                       | 2017年                                            |
| -------- | ----------------------------------------------- | --- | ---------------------------------------------------------------------------- | ------------------------------------------------- |
| 2月8日   | ようこそジャパリパークへ                        | どうぶつビスケッツ×PPP | 「ようこそジャパリパークへ」                                                 | テレビアニメ『けものフレンズ』オープニングテーマ  |
| 2月8日   | ようこそジャパリパークへ                        | PPP | 「大空ドリーマー」                                                           | テレビアニメ『けものフレンズ』挿入歌              |
| 2月8日   | ようこそジャパリパークへ                        | PPP | 「ようこそジャパリパークへ」                                                 | テレビアニメ『けものフレンズ』関連曲              |
| 6月7日   | Japari Café                                     | どうぶつビスケッツ＋かばん（内田彩）×PPP | 「けものパレード 〜ジャパリパークメモリアル〜」 「ようこそジャパリパークへ」 | テレビアニメ『けものフレンズ』関連曲              |
| 12月13日 | フレ！フレ！ベストフレンズ                      | どうぶつビスケッツ×PPP | 「フレ！フレ！ベストフレンズ」                                               | ゲーム『けものフレンズぱびりおん』テーマソング    |
| 12月13日 | フレ！フレ！ベストフレンズ                      | PPP | 「ファーストペンギン」                                                       | テレビアニメ『けものフレンズ』関連曲              |
| 12月13日 | Japari Café2                                    | マーゲイ（山下まみ） with PPP | 「THE WANTED CRIMINAL」                                                      | テレビアニメ『けものフレンズ』関連曲              |
| 12月13日 | Japari Café2                                    | PPP | 「わたしたちのストーリー」                                                   | テレビアニメ『けものフレンズ』関連曲              |
| 12月13日 | Japari Café2                                    | どうぶつビスケッツ＋かばん（内田彩）×PPP / セリフ - コツメカワウソ（近藤玲奈）、アフリカオオコノハズク（三上枝織）、ワシミミズク（上原あかり）、マーゲイ（山下まみ）、ギンギツネ（相坂優歌）、キタキツネ（三森すずこ） | 「ドレミファロンド（フレンズ ver.）」                                        | テレビアニメ『けものフレンズ』関連曲              |
| 2018年   |                                                 | |                                                                              |                                                   |
| 4月25日  | ペパプ・イン・ザ・スカイ！                      | PPP | 「純情フリッパー」                                                           | ゲーム『けものフレンズ FESTIVAL』テーマソング     |
| 4月25日  | ペパプ・イン・ザ・スカイ！                      | PPP | 「大陸メッセンジャー」 「人にやさしく」                                      | テレビアニメ『けものフレンズ』関連曲              |
| 4月25日  | ペパプ・イン・ザ・スカイ！                      | PPP with マーゲイ（山下まみ） | 「ようこそジャパリパークへ」                                                 | テレビアニメ『けものフレンズ』関連曲              |
| 4月25日  | ペパプ・イン・ザ・スカイ！                      | ジェンツーペンギン（田村響華） | 「Hello!アイドル」                                                           | テレビアニメ『けものフレンズ』関連曲              |
| 4月25日  | ペパプ・イン・ザ・スカイ！ 初回盤               | ジェンツーペンギン（田村響華） | 「ようこそジャパリパークへ」                                                 | テレビアニメ『けものフレンズ』関連曲              |
| 2019年   |                                                 | |                                                                              |                                                   |
| 2月13日  | 乗ってけ！ジャパリビート                        | どうぶつビスケッツ×PPP | 「乗ってけ！ジャパリビート」                                                 | テレビアニメ『けものフレンズ2』オープニングテーマ |
| 2月13日  | 乗ってけ！ジャパリビート                        | PPP | 「アラウンドラウンド」                                                       | テレビアニメ『けものフレンズ2』挿入歌             |
| 5月29日  | ようこそジャパリパークへ 〜こんぷりーとべすと〜 | うぃあーふれんず！ | 「ようこそジャパリパークへ（ただいま ver.）」                                | テレビアニメ『けものフレンズ2』エンディングテーマ |
| 10月4日  | け・も・の・だ・も・の                          | どうぶつビスケッツ×PPP | 「け・も・の・だ・も・の」                                                   | ゲーム『けものフレンズ3』主題歌                   |
| 10月4日  | け・も・の・だ・も・の                          | どうぶつビスケッツ×PPP | 「わっはっはっえがお」                                                       | ゲーム『けものフレンズ3』関連曲                   |
| 10月4日  | け・も・の・だ・も・の                          | PPP | 「フルーツ！フルーツ！フルルーツ？」                                         | ゲーム『けものフレンズ3』関連曲                   |
| 2020年   |                                                 | |                                                                              |                                                   |
| 12月9日  | MIRACLE DIALIES                                 | PPP | 「群青の夢と奇跡」                                                           | ゲーム『けものフレンズ3』関連曲                   |

### シリーズ一覧
1. ↑  第1期（2017年）、第2期『2』（2019年）

### ユニットメンバー
1. 1 2 3 4 5  サーバル（尾崎由香）、フェネック（本宮佳奈）、アライグマ（小野早稀）
2. 1 2 3 4 5 6 7 8 9 10 11 12 13 14 15  ロイヤルペンギン（佐々木未来）、コウテイペンギン（根本流風）、ジェンツーペンギン（田村響華）、イワトビペンギン（相羽あいな）、フンボルトペンギン（築田行子）
3. ↑  サーバル（尾崎由香）、キュルル（石川由依）、カラカル（小池理子）、かばん（内田彩）、オオセンザンコウ（小野早稀）、オオアルマジロ（本宮佳奈）、アライグマ（小野早稀）、フェネック（本宮佳奈）、PPP［イワトビペンギン（相羽あいな）、フンボルトペンギン（築田行子）、ロイヤルペンギン（佐々木未来）、コウテイペンギン（根本流風）、ジェンツーペンギン（田村響華）］、カタカケフウチョウ（八木ましろ）、カンザシフウチョウ（菅まどか）
4. ↑  サーバル（尾崎由香）、フェネック（美坂朱音）、アライグマ（小野早稀）